# Lago Asperelle
Il lago Asperelle è un piccolo laghetto naturale posto nell'Appennino Ligure sul versante nord-ovest del Monte Aiona.

## Caratteristiche
Questo piccolo laghetto si è originato grazie ad un piccolo ghiacciaio che circa 20 000 anni fa scendeva dal sovrastante monte delle Lame. Presenta una forma tondeggiante e acque torbide. L'estensione del laghetto è di circa 1600 m², mentre la profondità massima non supera il metro.
Non esistono immissari ed emissari, e l'alimentazione del laghetto è data da alcune sorgenti che sgorgano sul fondo, ma che sono temporanee. Infatti nelle estati più secche viene a mancare l'apporto d'acqua e il laghetto si prosciuga.
Il lago Asperelle è facilmente raggiungibile dal sottostante lago delle Lame, seguendo il percorso naturalistico PNO.